# Ohmkanne
Die Ohmkanne war ein Volumenmaß für Bier in Schwarzburg-Rudolstadt.
- 1 Ohmkanne = 1/9 Eimer (Schwarzbg-Rudolst.) = 8 Maß = 7,6075 Liter
  - 1 Eimer = 72 Maß = 144 Nösel = 68,4675 Liter